# Gary Clively
Gary Clively (24 juli 1955) is een Australisch wielrenner.

## Levensloop en carrière
In 1976 nam Clively deel aan de Ronde van Italië waarin hij 44ste werd. Een jaar later werd hij zevende in de Ronde van Spanje. Na het seizoen 1977 stopte hij met wielrennen. Hij hervatte twaalf jaar later. In 1989 werd hij Australisch kampioen op de weg. In 1991 sloot hij zijn carrière af.

## Resultaten in voornaamste wedstrijden
| Jaar | Ronde van Italië | Ronde van Frankrijk | Ronde van Spanje |
| ---- | ---------------- | ------------------- | ---------------- |
| 1976 | 44e              |                     |                  |
| 1977 |                  |                     | 7e               |

| Jaar | Milaan-San Remo | Ronde van Vlaanderen |
| ---- | --------------- | -------------------- |
| 1976 | 33e             |                      |
| 1977 | 131e            | 26e                  |